# عجوقة صغيرة الزهرة
عجوقة صغيرة الزهرة (الاسم العلمي:Ajuga parviflora) هي نوع من النباتات تتبع جنس العجوقة من الفصيلة الشفوية.